# トリプトファンヒドロキシラーゼ
トリプトファンヒドロキシラーゼ（Tryptophan hydroxylase、TPH、EC 1.14.16.4）は、神経伝達物質であるセロトニンを合成する酵素である。

## 機能
トリプトファンの5位にヒドロキシル基を付加し、5-ヒドロキシトリプトファン(5-HTP)を形成する。この反応は5-ヒドロキシトリプトファンはセロトニン合成の最初の反応であり律速段階である。また、メラトニン合成の最初の酵素でもある。

トリプトファン
5-ヒドロキシトリプトファン
セロトニン

トリプトファンヒドロキシラーゼ(TPH)、チロシンヒドロキシラーゼ(TH)およびフェニルアラニンヒドロキシラーゼ(PAH)は芳香族アミノ酸ヒドロキシラーゼの上科の酵素であり、代謝経路において重要な鍵となる
フェニルアラニンヒドロキシラーゼとチロシンヒドロキシラーゼとこの酵素は(6R)-L-エリトロ-5,6,7,8-テトラヒドロビオプテリン (BH4) と酸素分子を補因子として使う相同的な酵素である。
ヒトでは、トリプトファン管理によるセロトニン合成の刺激は抗うつ効果を持つ。例えばp-クロロフェニルアラニンによるトリプトファンヒドロキシラーゼの抑制はうつを促進する可能性がある。
トリプトファンヒドロキシラーゼの活性（すなわち、トリプトファンのセロトニン前駆体である5-ヒドロキシトリプトファンへの変換の速度）は、それがリン酸化を受けたときに増加する。例えば、タンパク質キナーゼAはトリプトファンヒドロキシラーゼをリン酸化することができ、それにより活性は増す。

## 画像

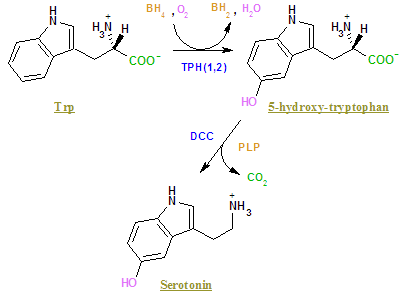
セロトニンの合成経路
セロトニンの合成経路